# Koulsary
Koulsary (en kazakh : Құлсары, en russe : Кульсары) est une localité de l’oblys d'Atyraou à l’ouest du Kazakhstan, et le chef-lieu du district de Jylyoï

Elle est établie en 1939, et obtient le statut de ville en 2001.

## Situation
La ville est située à proximité du fleuve Emba (11 km) et à 230 km à l’est du centre régional, Atyraou.

Elle est desservie par la voie ferrée sur la ligne Makat-Beïnéou.

## Démographie
Koulsary a vu sa population progresser fortement à partir de 1979, passant de 19 731 (1979) à 53 740 habitants (2012).
| Année | Population |
| ----- | ---------- |
| 1959  | 12 749     |
| 1970  | 16 427     |
| 1979  | 19 731     |
| 1989  | 32 652     |
| 1999  | 38 518     |
| 2009  | 51 097     |
| 2012  | 53 740     |

## Économie
La localité accueille un site d’extraction pétrolière et une installation de traitement des déchets métalliques.

## Patrimoine
La ville est célèbre pour son cimetière qui recèle des tombeaux de taille imposante.

## Culte
- Église orthodoxe
- Paroisse catholique de la Miséricorde-Divine[2]
- Mosquée de la ville (sunnite)